# San Andrés Zautla
San Andrés Zautla là một đô thị thuộc bang Oaxaca, México. Năm 2005, dân số của đô thị này là 3812 người.